# Bonola (métro de Milan)
Pour les articles homonymes, voir Bonola.
Bonola est une station de la ligne 1 du métro de Milan, située Largo Paolo Valera.